# Let Me Roll It
"Let Me Roll It" (por su traducción más literal: Déjame rodarlo) es una canción de Paul McCartney lanzada con su banda Wings como parte de su álbum Band on the Run. El tema forma también parte del lado B en el sencillo de Jet, atribuyendo la composición a Paul McCartney y a su entonces esposa Linda McCartney. La melodía forma parte del "setlist" habitual durante las giras del cantante.

## Historia

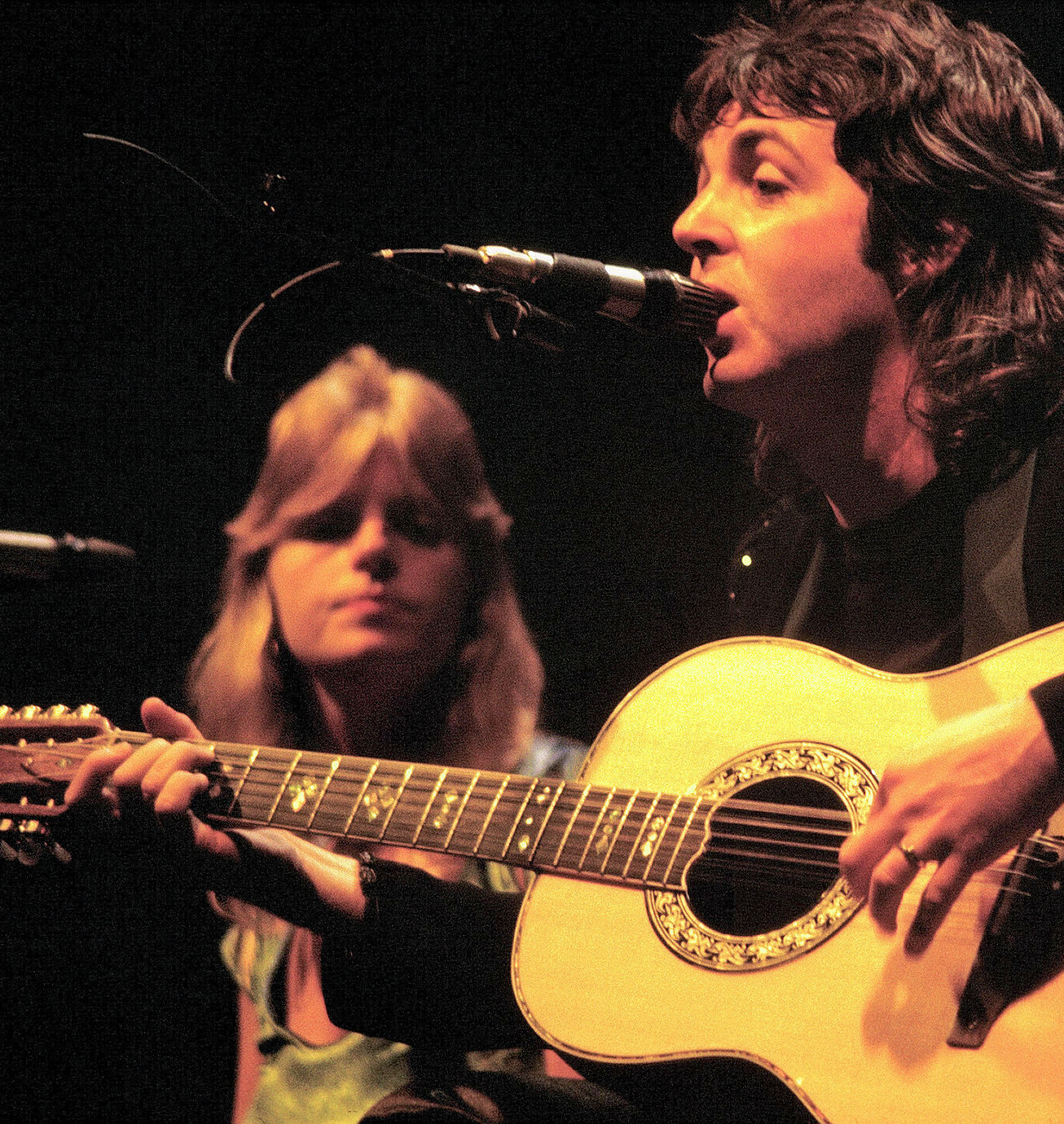
Paul y Linda en 1976.

Let Me Roll It fue escrita por Paul McCartney en 1973 mientras este vivía en su granja ubicada en High Park, Escocia, en dónde había improvisado su propio estudio de grabación después de la separación de The Beatles. Fue incluida en el álbum Band on the Run, y aunque este recibió críticas generalmente positivas, la canción llamó la atención de quienes compararon su estilo (específicamente el riff de guitarra eléctrica y el eco en la voz) con el de las composiciones de John Lennon. Años más tarde McCartney declararía que no se había percatado de la similitud y que la canción sólo tenía "ese estilo musical que habíamos practicado tantos años con The Beatles. Además entre John y yo siempre hubo mucho en común."

## Personal
- Paul McCartney – voz, guitarra rítmica, bajo, batería.
- Linda McCartney – coros, teclados
- Denny Laine - coros, guitarra.

## Interpretaciones en vivo
El tema es parte de la lista de canciones en las giras de McCartney desde su paso con Wings hasta su carrera en solitario, siendo Wings Over the World Tour el primer tour en donde la interpretó. Durante las últimas giras, McCartney y su banda tocan el solo de Foxy Lady, una canción original de Jimi Hendrix después de interpretar el tema.